# Ruellia tolimensis
Ruellia tolimensis är en akantusväxtart som beskrevs av Emery Clarence Leonard. Ruellia tolimensis ingår i släktet Ruellia och familjen akantusväxter. Inga underarter finns listade i Catalogue of Life.